# Fergana Challenger 2006
Il Fergana Challenger 2006 è stato un torneo di tennis facente parte della categoria ATP Challenger Series nell'ambito dell'ATP Challenger Series 2006. Il torneo si è giocato a Fergana in Uzbekistan dal 15 al 21 maggio 2006 su campi in cemento.

## Vincitori

### Singolare
Danai Udomchoke ha battuto in finale  Alexander Peya con il punteggio di 6–0, 6–2

### Doppio
Sanchai Ratiwatana /  Sonchat Ratiwatana hanno battuto in finale  Aleksej Kedrjuk /  Orest Tereščuk con il punteggio di 6(7)–7, 7–6(3), [14-12]